# USTA National Tennis Center

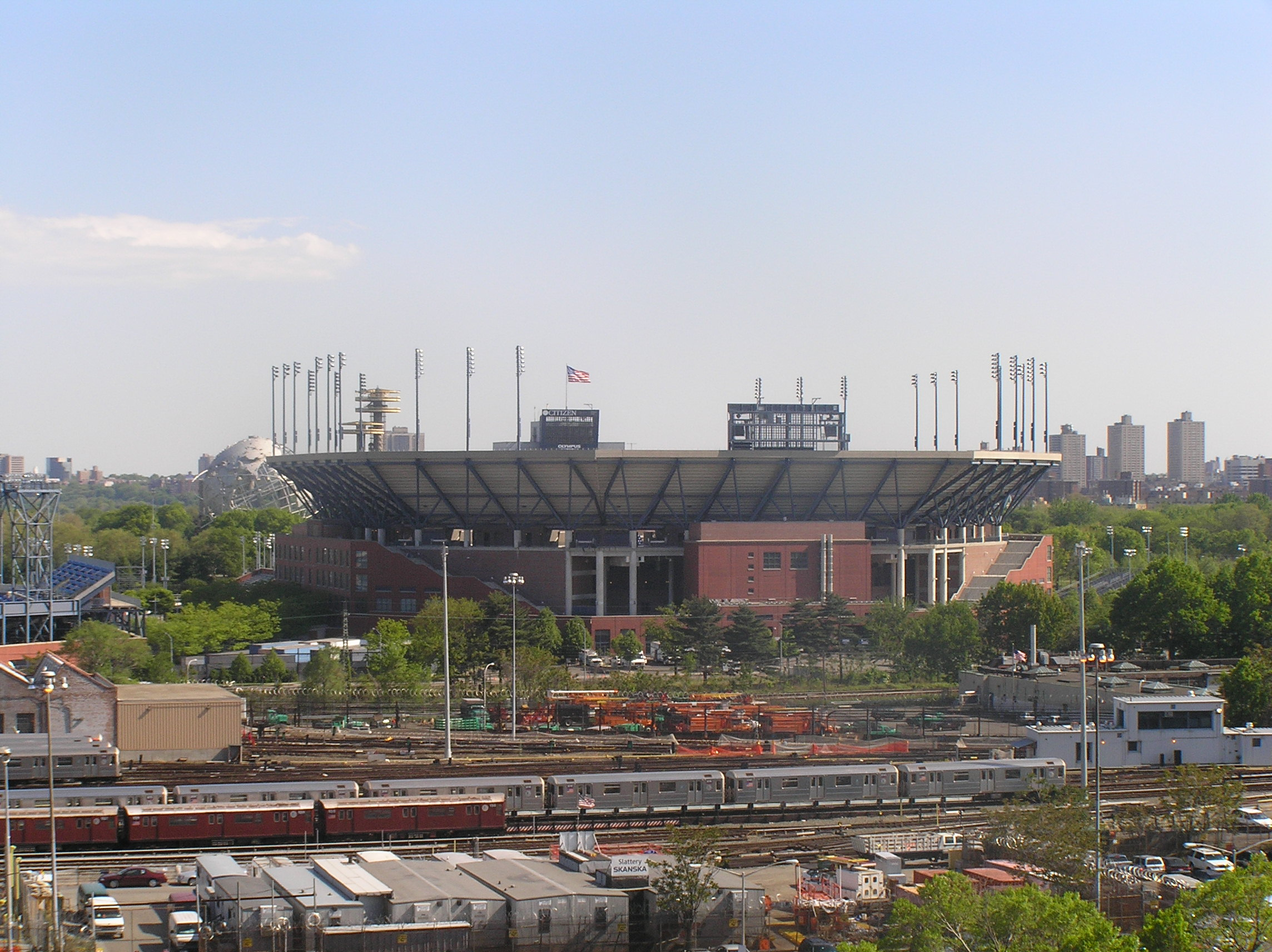
Le stade Arthur-Ashe vu depuis la station Willets Point-Shea Stadium de la ligne 7 du métro de New York.

Le USTA Billie Jean King National Tennis Center (en français : « centre national de tennis USTA - Billie-Jean-King ») est un stade de tennis situé dans le Flushing Meadows - Corona Park, à Flushing dans l'arrondissement du Queens de la ville de New York.
Ouvert en 1978, il s’agit du plus grand stade de tennis du monde.
Il est géré par l’USTA, la fédération américaine de tennis.
Depuis 2006, le complexe porte également le nom de Billie Jean King, joueuse américaine des années 1960 aux années 1980.

## Tournoi du Grand Chelem US Open
Le centre national de tennis USTA accueille chaque année depuis 1978 le quatrième tournoi du Grand Chelem de tennis, l'US Open qui se jouait auparavant au sein du West Side Tennis Club à Forest Hills. Selon l'USTA, le stade est la plus grande installation exclusivement destinée au tennis dans le monde, avec vingt-deux courts au sein du stade, et onze courts annexes rattachés au centre. Toutes les surfaces de jeu des terrains ont été recouvertes de Decoturf lors de la construction du complexe en 1978 ; le revêtement est devenu du Laykold en 2020.
Le complexe est situé face au Citi Field qui accueille les matchs de baseball des New York Mets.
Il est ouvert onze mois par an, sauf les jours où les conditions météorologiques l’en empêchent et lors de la quinzaine du tournoi.
Il accueille des tournois organisés par la Fédération de tennis des États-Unis (l’USTA). Il est en outre ouvert au public : il est possible de louer un court.
Il peut accueillir jusqu’à 22 451 spectateurs.

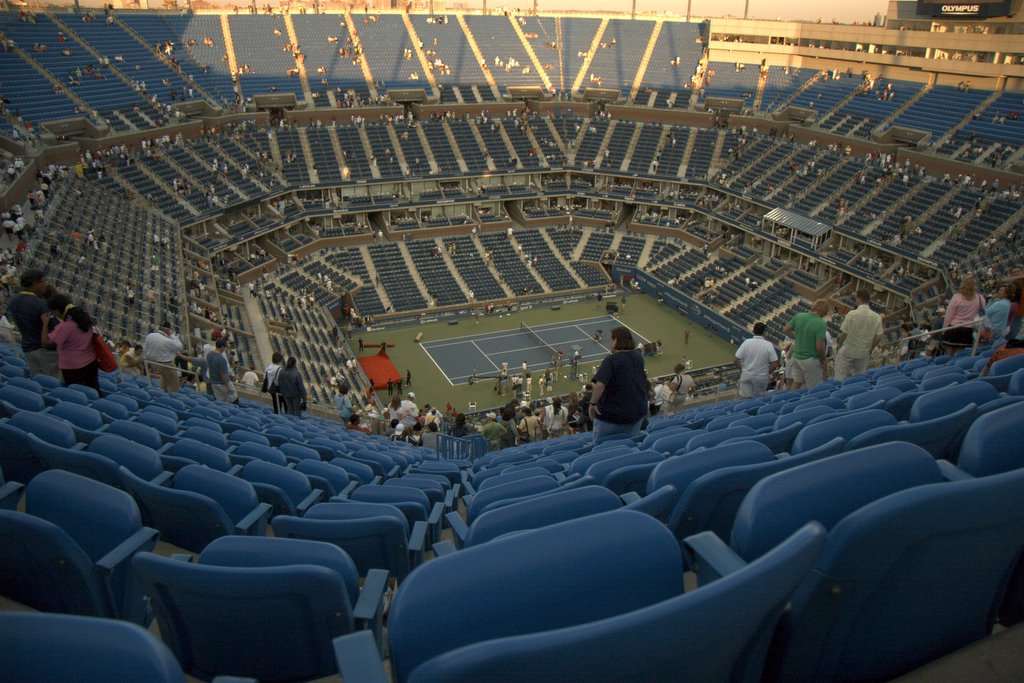
Le stade Arthur-Ashe en Decoturf en 2005.
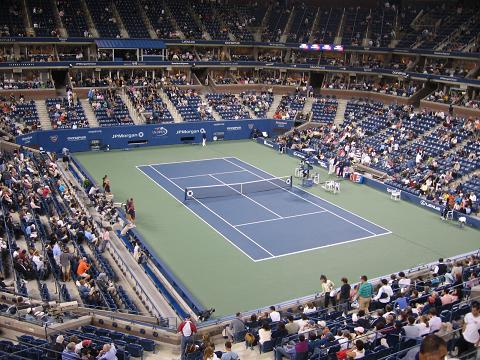
Le terrain de jeu du stade Arthur-Ashe.

Le 28 août 2006, le complexe a été rebaptisé en l'honneur de la joueuse américaine Billie Jean King, le complexe devenant ainsi la plus grande et la plus prestigieuse structure sportive à porter le nom d'une femme[réf. nécessaire].